# 扎利夏 (佐洛奇夫市鎮)
49°47′28″N 24°49′27″E / 49.79111°N 24.82417°E
扎利夏（羅馬化：Zalissia）是烏克蘭西部的村莊，隸屬利維夫州的佐洛奇夫區。該村始建於1475年，面積1.23平方公里，2001年人口293，人口密度每平方公里239.18人。